# Vete Katten
Vete Katten (en sueco: Vete-Katten) es una clásica pastelería y confitería sueca.

## Historia
Fue fundada en 20 de enero de 1928 por Ester Nordhammar. Ella tenía 42 años experiencia en pasteles y tartas típicas. En esa época no era común mujeres en negocios. 
El lugar es famoso por su clásica repostería tanto sueca como escandinava, donde se pueden disfrutar los pasteles y dulces más tradicionales. En 1979 Vete Katten fue vendida a Agneta y Osten Brolin y luego al maestro pastelero Johan Sandelin.
En toda Suecia hay otras tiendas más pequeñas en Ahlens, la Estación Central de Estocolmo, el Hospital Karolinska, el Hotel Continental y Galería en Estocolmo.
La pastelería tiene el Premio al Mérito Gastronómico (Pour la Merite Gastronomique).
En 2003 y 2005 la cafetería publicó  libros con sus principales recetas de mermeladas, panes, galletas y tortas.
La vitrina de la sede oficial de la tienda en la calle Kungsgatan 55, Estocolmo es una de las más fotografiadas por los turistas. Algunas de las especialidades de ésta confitería son su tradicional café y la Torta Princesa, que tiene una capa de color verde.
También es un sello de está confitería el hecho de que durante mucho tiempo solo trabajaron exclusivamente en la tienda mujeres tanto adelante como atrás del mostrador, algo insual para la época.